# José Maria da Silva Bittencourt
José Maria da Silva Bittencourt (Rio de Janeiro, 5 de dezembro de 1795 — 10 de dezembro de 1875) foi militar e político brasileiro. Foi presidente da província do Ceará, de 2 de abril de 1843 a 4 de dezembro de 1844.

## Biografia

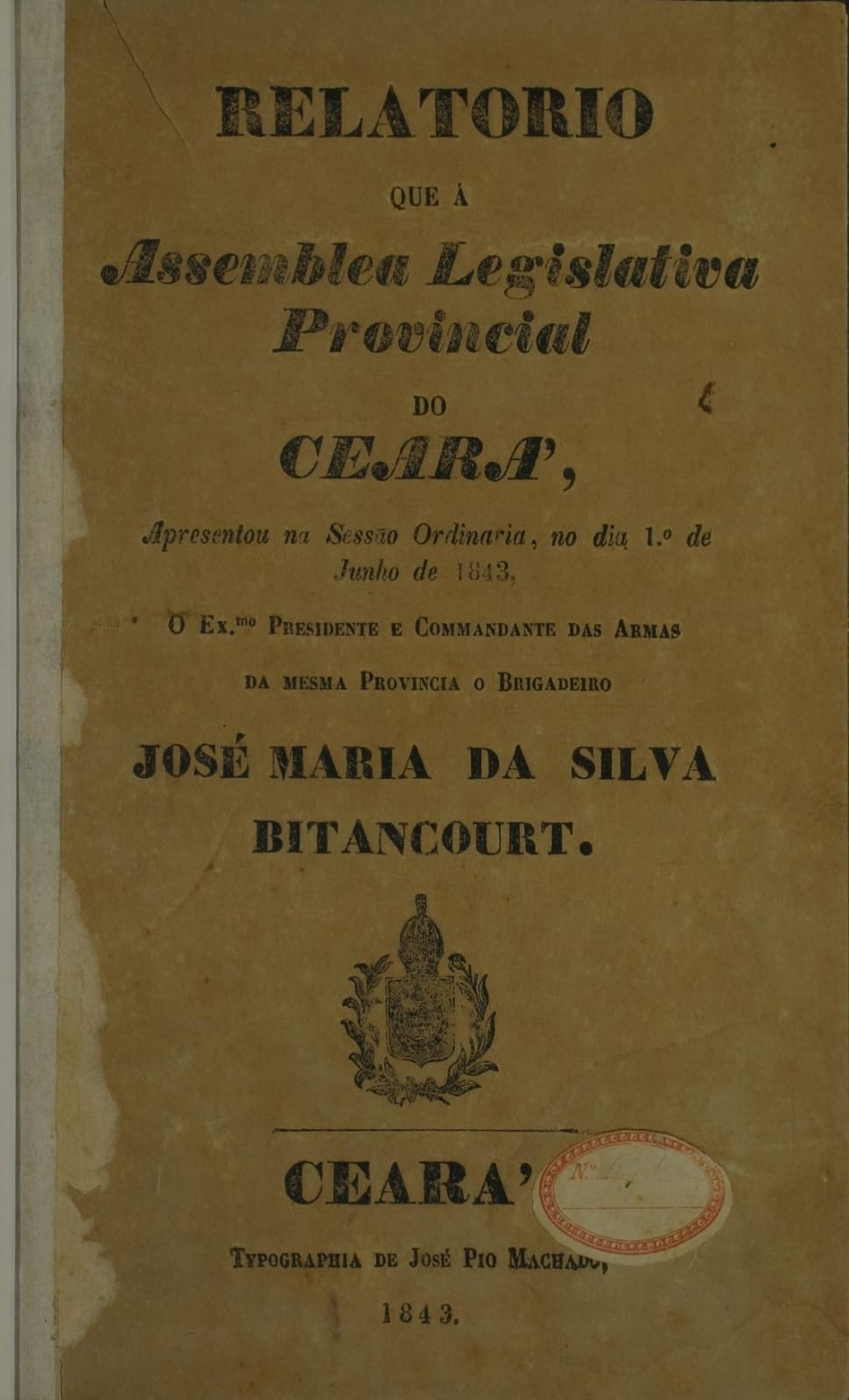
Documento de quando governou o Ceará.

Filho de Elesbão José da Silva Bittencourt e Teresa Josefa de Jesus. Casou com Maria Joana de Gusmão, com quem se sabe que teve um filho, o brigadeiro Conrado da Silva Bittencourt (1829 - 1895), casado em primeiras núpcias com Paulina Zulmira Saldanha, filha do conselheiro Joaquim Saldanha Marinho.